# Alexander’s Ragtime Band (Film)
Alexander’s Ragtime Band, auch: Irving Berlin’s Alexander’s Ragtime Band, ist eine US-amerikanische Filmbiographie aus dem Jahr 1938, die sich lose an das Leben von Irving Berlin anlehnt. Der Film hat eine Starbesetzung mit Tyrone Power, Alice Faye und Don Ameche in den Hauptrollen. Alle drei Darsteller hatten kurz vorher bereits bei Chicago zusammengearbeitet. Die Regie führte Henry King.

## Handlung
Der junge Roger Grant steht 1911 vor einer Karriere als klassischer Geigenvirtuose, als er mit seinen Freunden Charlie Dwyer, Davey Lane und Louis zu einem Vorspiel im „Dirty Eddie’s“, einer Bar an der berüchtigten Barbary Coast, mitgenommen wird. Der Auftritt der Freunde droht zum Desaster zu werden, als die Sängerin Stella Kirby sich einfach auf die Bühne stellt und den Song „Alexander’s Ragtime Band“ anstimmt. Der Erfolg führt zu einem Engagement und zu wachsender Popularität. Über die Jahre komponiert Roger, der sich jetzt ganz offiziell Alexander Grant nennt, eine Vielzahl von Hits, die allesamt ein großes Solo für Stella haben. Er verliebt sich in Stella, doch kann er ihr nie seine Gefühle gestehen. Stella, die ebenfalls heimlich in Alexander verliebt ist, legt seine Zurückhaltung falsch aus und heiratet Charlie Dwyer. Am Ende finden Stella und Alexander ihr Glück, und gemeinsam mit Charlie feiern die drei 1927 in New York ihre Wiedervereinigung auf der Bühne und haben damit einen großen Triumph.

## Hintergrund
Irving Berlin war neben Jerome Kern einer der bekanntesten Komponisten Amerikas und erkannte bereits früh die Chancen, die der Tonfilm als zusätzliche lukrative Einnahmequelle eröffnete. Berlin, der seit 1911 viele populäre Songs geschrieben und komponiert hatte, lernte während 1936 der Dreharbeiten zu On the Avenue den Filmproduzenten Darryl F. Zanuck kennen. Zanuck schlug bei der Gelegenheit vor, eine Biografie von Berlin zu drehen. Dieser weigerte sich zwar, eine konkrete Schilderung seines Lebens auf die Leinwand zu bringen, war jedoch mit einer Interpretation von wesentlichen Ereignissen seiner Karriere einverstanden. Im Mittelpunkt sollte dabei die Musik und die bekanntesten Werke des Komponisten stehen, deren Entstehung im Rahmen der mehr oder weniger fiktiven Lebensgeschichte des Filmhelden erzählt werden sollte.
Anfang 1938 begannen schließlich die Dreharbeiten unter der Regie von Henry King. King konnte dabei auf drei der populärsten Stars des Studios zurückgreifen: Tyrone Power, Alice Faye und Don Ameche. Alle vier hatten kurz zuvor bereits mit Chicago bereits an der dramatischen Schilderung des großen Feuers von Chicago zusammengearbeitet. Irving Berlin begleitete die Dreharbeiten als künstlerischer Berater und freundete sich bei der Gelegenheit mit Alice Faye an. Am Ende war er derart begeistert von der Vortragsweise der Sängerin, dass er offiziell verkündete, er würde am liebsten jedes neue Lied zuerst von Miss Faye interpretiert wissen („I'd rather have Alice Faye introduce my songs than any other singer“).
Die kostspielige Produktion erwies sich an der Kinokasse als sehr populär und spielte allein bis Ende 1938 über 3.000.000 US-Dollar ein. Eine Wiederaufführung 1947 erbrachte noch einmal diese Summe. Alice Faye gab Jahre später zu, hier ihre Lieblingsrolle gespielt zu haben und der Regisseur Henry King lobte stets die angenehme Atmosphäre beim Dreh. Der Erfolg zog etliche weitere Filmbiografien von Komponisten nach sich, so The Great Victor Herbert, den Paramount Pictures ein Jahr später in den Verleih brachte.
Bei den Dreharbeiten lernte Irving Berlin die Sängerin Ethel Merman und war von ihrem Talent so beeindruckt, dass er seine Musicals Annie Get Your Gun und Call Me Madam speziell auf Merman zuschnitt. Die populären Radioshow Lux Radio Theater produzierte von Alexander’s Ragtime Band zwei Hörspielfassungen. Die erste wurde im Juni 1940 mit Alice Faye, Ray Milland und Robert Preston ausgestrahlt. In der zweiten Fassung im April 1947 wurden die Hauptrollen von Tyrone Power, Dinah Shore, Al Jolson und Dick Haymes übernommen.

## Kritiken
Die Kritiken waren größtenteils positiv, wenn es auch als befremdlich angesehen wurde, dass die drei Hauptdarsteller während der Filmhandlung, die sich immerhin von 1911 bis 1927 hinzieht, nicht einen Tag altern würden.
Der Hollywood Reporter wollte in dem Film gar den Wendepunkt der Filmgeschichte erkennen im Umgang mit Musik als Handlungsträger („a turning point of the industry and a new trend in the utilization of music in story telling.“)

## Musik
Im Verlauf der Handlung werden insgesamt 29 Lieder von Irving Berlin gespielt.
- Alexander's Ragtime Band
- Ragtime Violin
- That International Rag
- Everybody's Doin' It Now
- Now It Can Be Told
- This Is the Life
- When the Midnight Choo-Choo Leaves for Alabam'
- For Your Country and My Country
- I Can Always Find a Little Sunshine in the Y.M.C.A.
- Oh! How I Hate to Get Up in the Morning
- We're On Our Way to France
- In My Harem
- When I Lost You
- Say It with Music
- A Pretty Girl Is Like a Melody
- Some Sunny Day
- Blue Skies,
- Everybody Step
- What'll I Do
- Remember
- Pack Up Your Sins and Go to the Devil
- My Walking Stick
- All Alone
- Heat Wave
- Easter Parade
- Cheek to Cheek
- Lazy
- Marie
- Marching Along with Time

Die Nummern Now It Can Be Told und Marching Along with Time wurden von Berlin speziell für den Film komponiert, während My Walking Stick ursprünglich für den Fred Astaire-Ginger-Rogers-Film Sorgenfrei durch Dr. Flagg – Carefree vorgesehen war, von Astaire jedoch verworfen wurde.

## Auszeichnungen
Bei der Oscarverleihung 1939 gewann der Film den Oscar in der Kategorie
- Beste Filmmusik (Alfred Newman).

Darüber hinaus erhielt er Nominierungen in den Kategorien
- Bester Film
- Beste Originalgeschichte (Irving Berlin)
- Beste Ausstattung (Bernard Herzbrun und Boris Leven)
- Bester Schnitt (Barbara McLean)
- Bester Song (Now It Can Be Told von Irving Berlin)

Die Zeitschrift Film Daily wählte Alexander's Ragtime Band zum drittbesten Film des Jahres.